# Population (écologie)
Cet article court présente un sujet plus développé dans : population.
En écologie fondamentale, et plus particulièrement en biologie des populations, ainsi qu'en génétique des populations, une population désigne l'ensemble des individus d'une même espèce qui occupe simultanément le même milieu. 
Une population est ainsi un ensemble monospécifique suivant le principe de Hardy-Weinberg qui établit que tous les croisements sont équiprobables, on parle de panmixie.
La notion de population de Darwin représente en 1859 un tout nouveau concept : dans son modèle, une nouvelle population ne nait que si une nouvelle information est générée.